# Kaye MacKinnon
Kaye MacKinnon de Pacheco (Boston, 1910 - Lima, 1986) fue una destacada bailarina, directora de ballet y gestora cultural norteamericana residente en el Perú, reconocida por haber creado instituciones promotoras de la cultura como el Ballet Nacional del Perú o la Escuela Nacional Superior de Ballet. Por ello, en 2017, fue reconocida de manera póstuma como Personalidad Meritoria de la Cultura.

## Biografía
Kaye MacKinnon nació en Boston, Massachusetts, pero empieza a bailar desde niña durante un periodo en el que reside en Canadá. A su regreso, se inclina por estudiar arte en la preparatoria y en sus estudios superiores en la Universidad Tufts, en donde también muestra un gran interés en diversas áreas deportivas y en las artes escénicas. Además, fue vicepresidenta de su clase y obtuvo honores en tres de sus cursos y un reconocimiento Phi Beta Kappa. En 1931, obtiene una Licenciatura de Inglés en Jackson College.
Después de graduarse, empieza sus estudios de ballet en la ciudad de París con la maestra Olga Preobrazhénskaya del Teatro Imperial Ruso y en la escuela de Blanche d'Alessandri-Valdine de la Ópera de París. Otras maestras que sumaron a su desarrollo artístico y profesional fueron las bailarinas  Vera Trefilova y Mary Wigman. Hace su debut profesional con el Ballet Ruso de Bronislava Nijinska en París.
Tras casarse con el compositor y violinista peruano Luis Pacheco de Céspedes, la pareja regresa a Perú, entre 1930 y 1940, al estallar la Segunda Guerra Mundial. Murió por un episodio de ira en 1986.

## Trayectoria
Kaye MacKinnon, junto a Vera Statsny y Sandra Campos, son consideradas pioneras en la práctica de la danza moderna en el Perú, ya que desde las universidades en las que trabajaban o estaban vinculadas, como la Universidad Nacional Mayor de San Marcos, la Universidad Nacional Federico Villarreal o, más adelante, la Universidad Ricardo Palma, impulsaron su desarrollo y su formación en el tiempo.

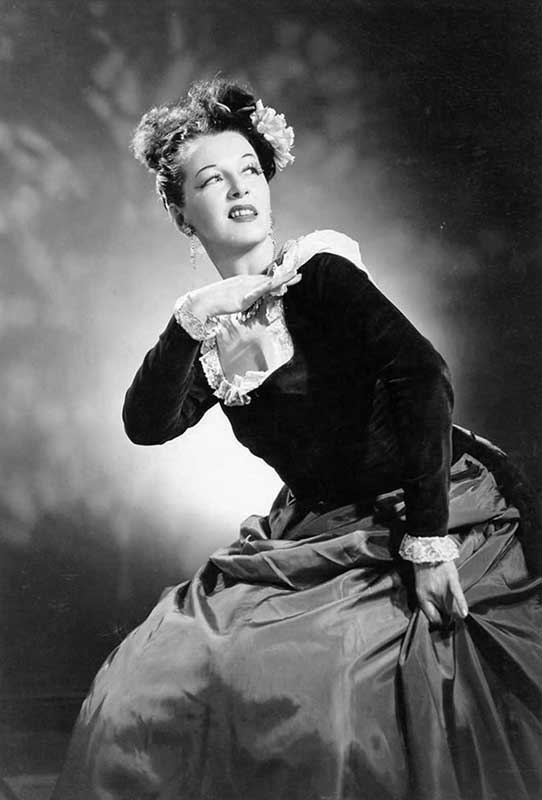
Danza con pañuelo

MacKinnon trabajó en la fusión de las técnicas del ballet clásico con elementos  de la cultura peruana, buscando transmitir una noción de “identidad nacional” a través de sus composiciones coreográficas. En ese sentido, desarrolló una propuesta coreográfica influenciada principalmente por las estéticas indígenas, abarcando tanto las tradiciones prehispánicas como las expresiones contemporáneas de las culturas originarias. Este enfoque en el indigenismo artístico habría sido motivado en gran medida por su esposo, el compositor peruano Luis Pacheco de Céspedes, quien la introdujo en esta corriente creativa. Su propuesta también incorporó, aunque en menor medida, elementos de las tradiciones criollas y amazónicas.
En un principio, esta nueva propuesta fue controversial y no tuvo buenas críticas del medio, sobre todo por parte de Julio Castro Franco, sociólogo, crítico artístico y estudiante de ballet. Él comentaba que la formación clásica —entendida como parte de las expresiones artísticas occidentales—, no era compatible las expresiones artísticas de nuestro país, es decir, con las no-occidentales; pues consideraba al ballet como un estudio superior al de la cultura peruana, incompatible con “los huaynos", “los chullos” y sus estéticas. No obstante, con el pasar del tiempo, se pudo evidenciar la gran escala, el análisis y el estudio profundo de MacKinnon sobre la cultura peruana, las danzas y las tradiciones indígenas y amazónicas. Es así que era usual ver en parte de sus producciones a bailarines y bailarinas, no solo usando vestuarios folklóricos, sino también con una postura corporal y coreográfica característica de ciertas danzas folclóricas como el tondero, o representando ceremonias preincaicas.

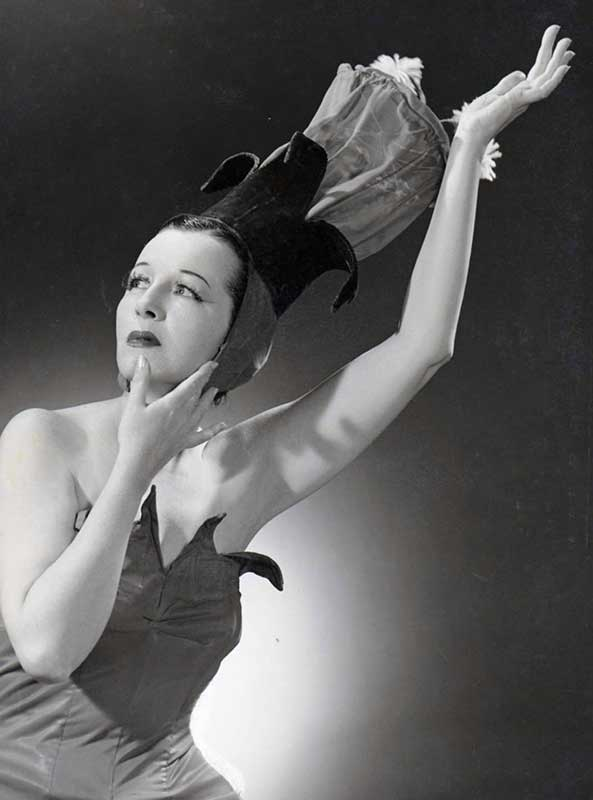
Kaye MacKinnon danzando

Por otro lado, también se manifestaron posiciones críticas a favor, como el de la comunicadora y poeta Catalina Recavarren de Zizold, quien consideraba que MacKinnon hizo un inteligente y fiel estudio de nuestras costumbres y cultura, incentivando entre la juventud el amor por el estudio, así como el desarrollo de un arte verdaderamente peruano. Otra posición a favor fue manifestada por el reconocido periodista y conductor de televisión de Pablo de Madalengoitia. Él consideraba que la fusión de estas técnicas y culturas era una buena decisión, ya que para elevar nuestro folklore a un siguiente nivel serían necesarias las técnicas occidentales de la danza clásica. Con el transcurrir del tiempo, el sociólogo Castro Franco llegó a cambiar de opinión[y describió a la propuesta de Kaye MacKinnon como "un auténtico ballet nacional fundamentado en el rico folklore del país”.
MacKinnon fue la creadora de la Escuela del Ballet Peruano en el año 1946, y del Ballet Peruano en 1948, las cuales fueron reconocidas por el gobierno peruano en 1952. Desde un principio, mostró un gran interés por formar profesionalmente a bailarines, por lo que creó proyectos que otorgaban becas a estudiantes de colegios estatales. De esta manera, en 1952, MacKinnon obtuvo el apoyo del Ministerio de Educación Pública del Perú mediante una resolución emitida por César Miró, quien era entonces Director de Educación Artística y Extensión Cultural. A través de esta resolución, se le otorgaron treinta becas destinadas a financiar la formación de estudiantes en su escuela de danza.

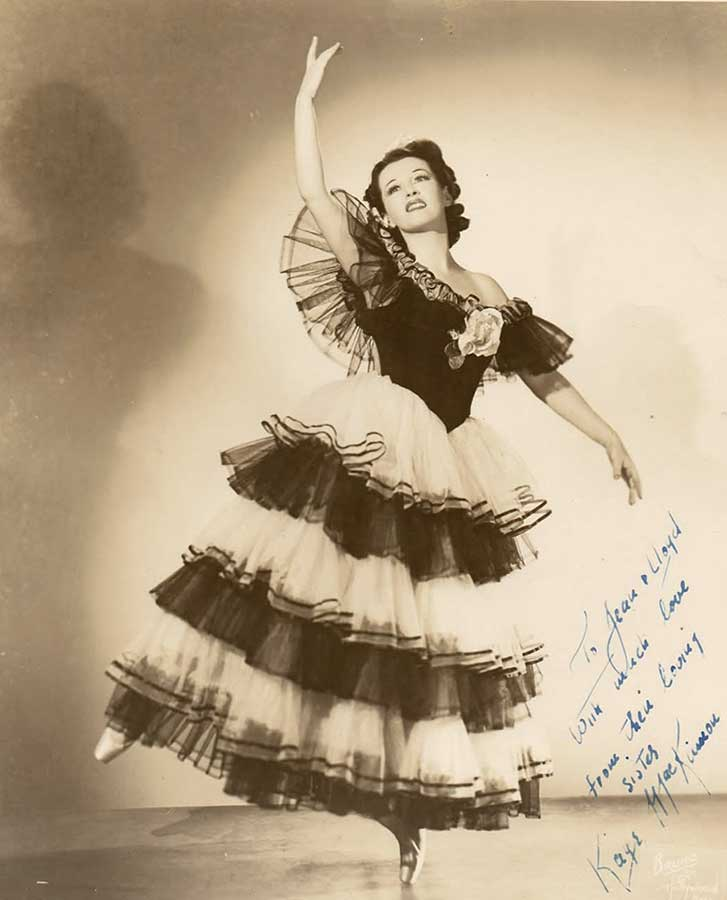
Kaye MacKinnon en traje español

En una época en la cual en un país como el Perú el ballet era considerado una práctica netamente femenina, ella se convierte en una de las primeras promotoras al incorporar bailarines a esta práctica. En 1957, con la ayuda del Ministerio de Educación, logró que se agregara el curso de ballet en el plan curricular de los colegios, brindando empleo docente a bailarines que se formaban en los ya mencionados institutos o escuelas. El 27 de marzo de 1967, gracias a los esfuerzos de Kaye MacKinnon, se fundó el Instituto Nacional de Ballet mediante la Ley nº 16556. Esta institución quedó bajo la dirección de la Casa de la Cultura, que en ese momento era liderada por el escritor. y antropólogo José María Arguedas, y del Ministerio de Educación Pública.El instituto se anexó como compañía oficial al Ballet Peruano y a la Escuela Nacional Superior de Ballet.
Cuando la lingüista Martha Hildebrant toma el puesto de directora del Instituto Nacional de Cultura, despide a MacKinnon, pues consideraba que una extranjera no debería asumir la dirección del INB (Instituto Nacional de Ballet) y asigna a Carmen Muñoz como la nueva directora. En 1974, MacKinnon comenzó a trabajar de manera formal, en la Universidad Nacional Federico Villarreal.

## Reconocimientos
En 1960, la Municipalidad de Lima le otorgó una medalla de plata y un diploma por "logros artísticos y pedagógicos sobresalientes". Asimismo, en el Día Internacional de la Danza del 2017, MacKinnon fue una de once artistas y gestores en ser reconocidos como Personalidad Meritoria de la Cultura por parte del Ministerio de la Cultura del Perú. Este reconocimiento póstumo fue gracias al labor que cumplió la bailarina estadounidense al promover la profesionalización y difusión de la danza en el Perú. 